# Ernst Pistulla
Ernst Anton Pistulla (ur. 28 listopada 1906 w Goslar, zm. 3 marca 1945 w Berlinie) – niemiecki bokser, wicemistrz olimpijski, zawodowy mistrz Europy. Srebrny medalista letnich igrzysk olimpijskich w Amsterdamie 1928 w kategorii półciężkiej. W finałowej walce przegrał na punkty z Víctorem Avendaño z Argentyny.
Był mistrzem Niemiec wagi półciężkiej w 1928 roku.
Po odniesieniu sukcesu olimpijskiego walczył na ringu zawodowym, zostając zawodowym mistrzem Europy kategorii półciężkiej w latach 1931-1932. Jako bokser zawodowy w latach 1929-1935 stoczył 41 walk, odnotowując: 28 zwycięstw, 6 remisów i 7 porażek.